# کلیسای جامع گورک

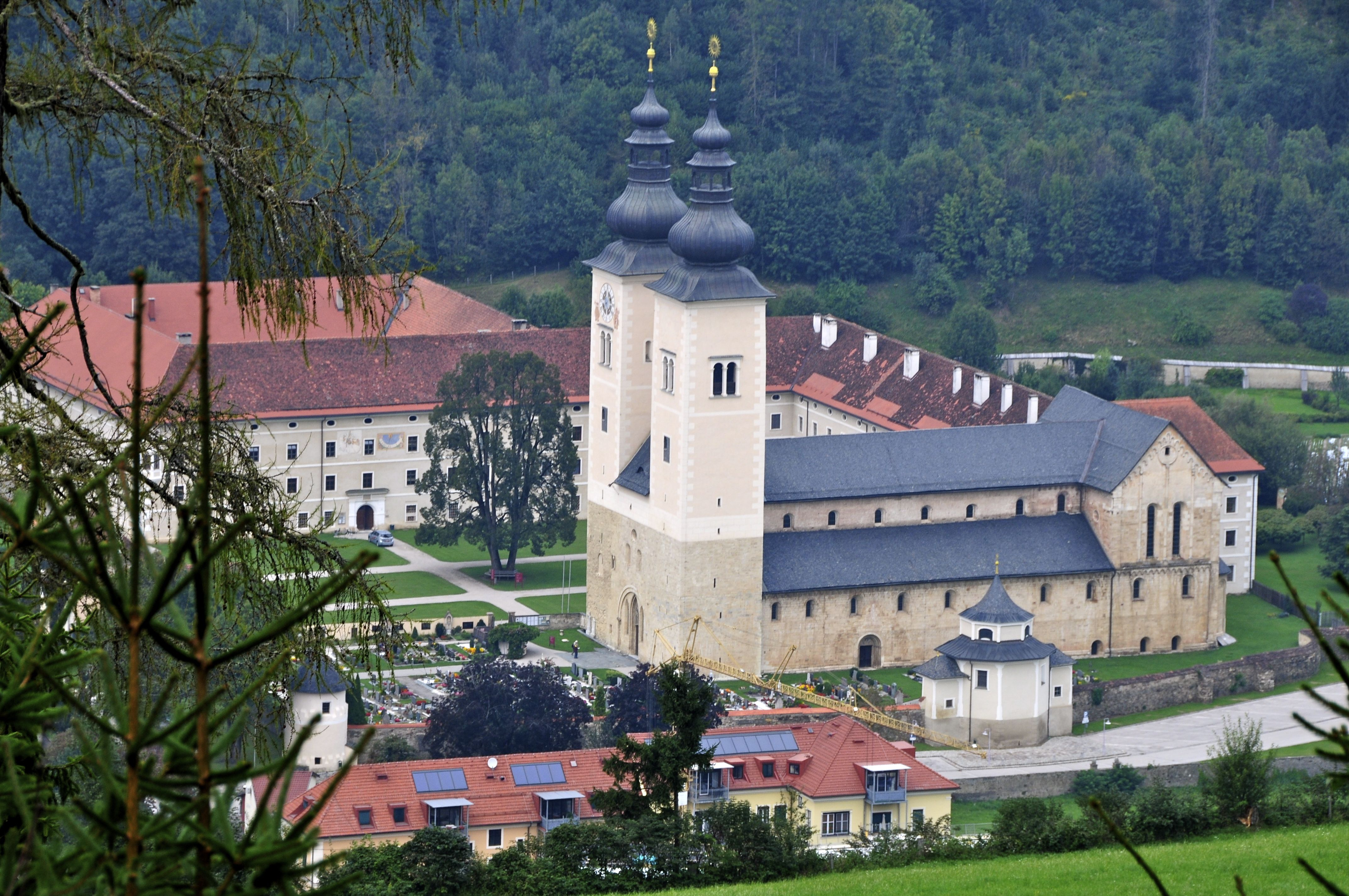
کلیسای جامع گورک

کلیسای جامع گورک (به آلمانی: Dom zu Gurk، به‌طور رسمی Pfarr- und ehemalige Domkirche Mariae Himmelfahrt , اسلوونیایی: Bazilika v Krki) یک کلیسای بازیلیکا با پایه رمانسک در گورک، کرنتن در اتریش است. کلیسای جامع پیشین و کلیسای جامع همراه آن که اسقف‌نشین گورک است میان سال‌های ۱۱۴۰ تا ۱۲۰۰ میلادی ساخته شد و یکی از مهم‌ترین ساختمان‌های رمانسک در اتریش است.

## نگارخانه

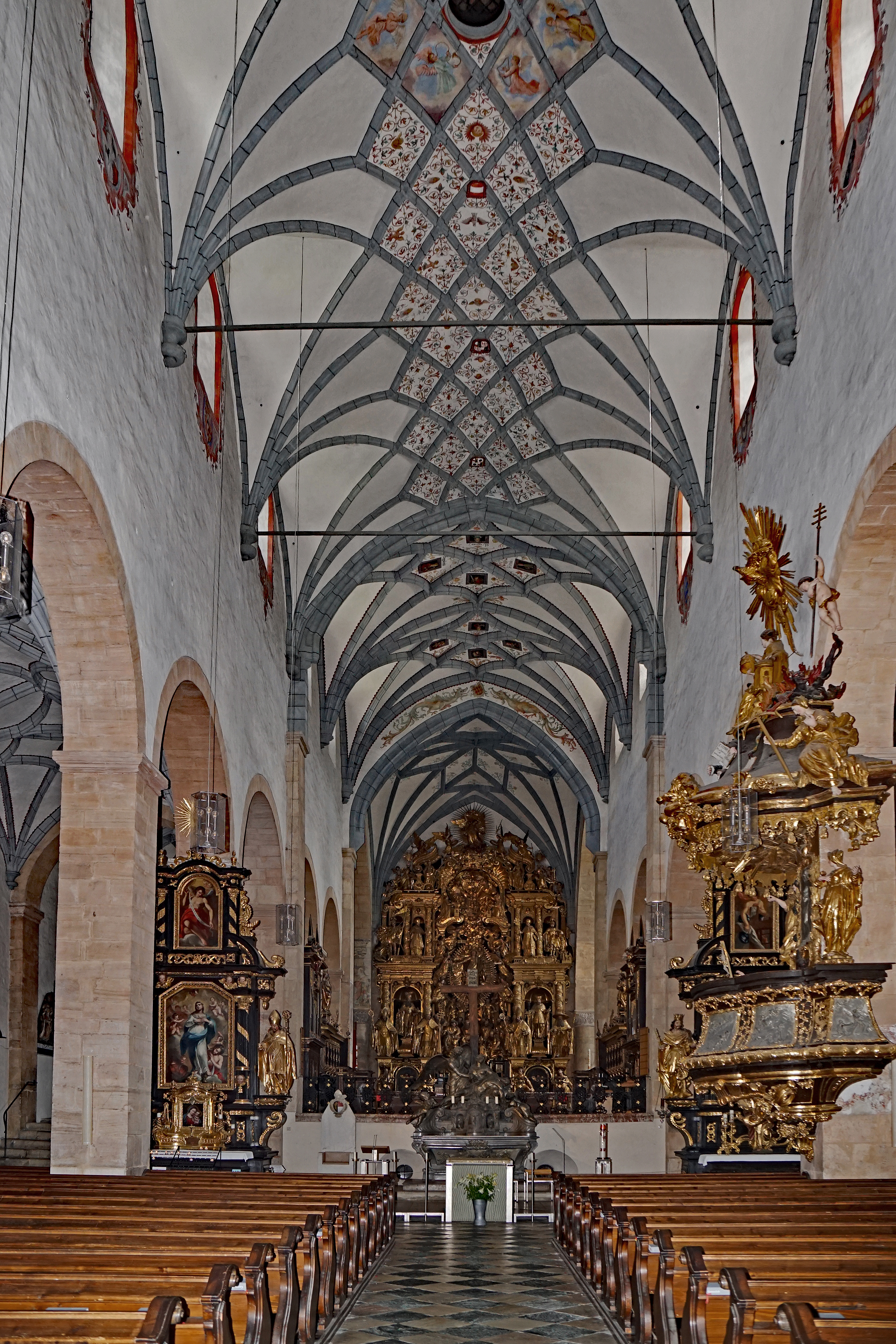
نمای داخلی
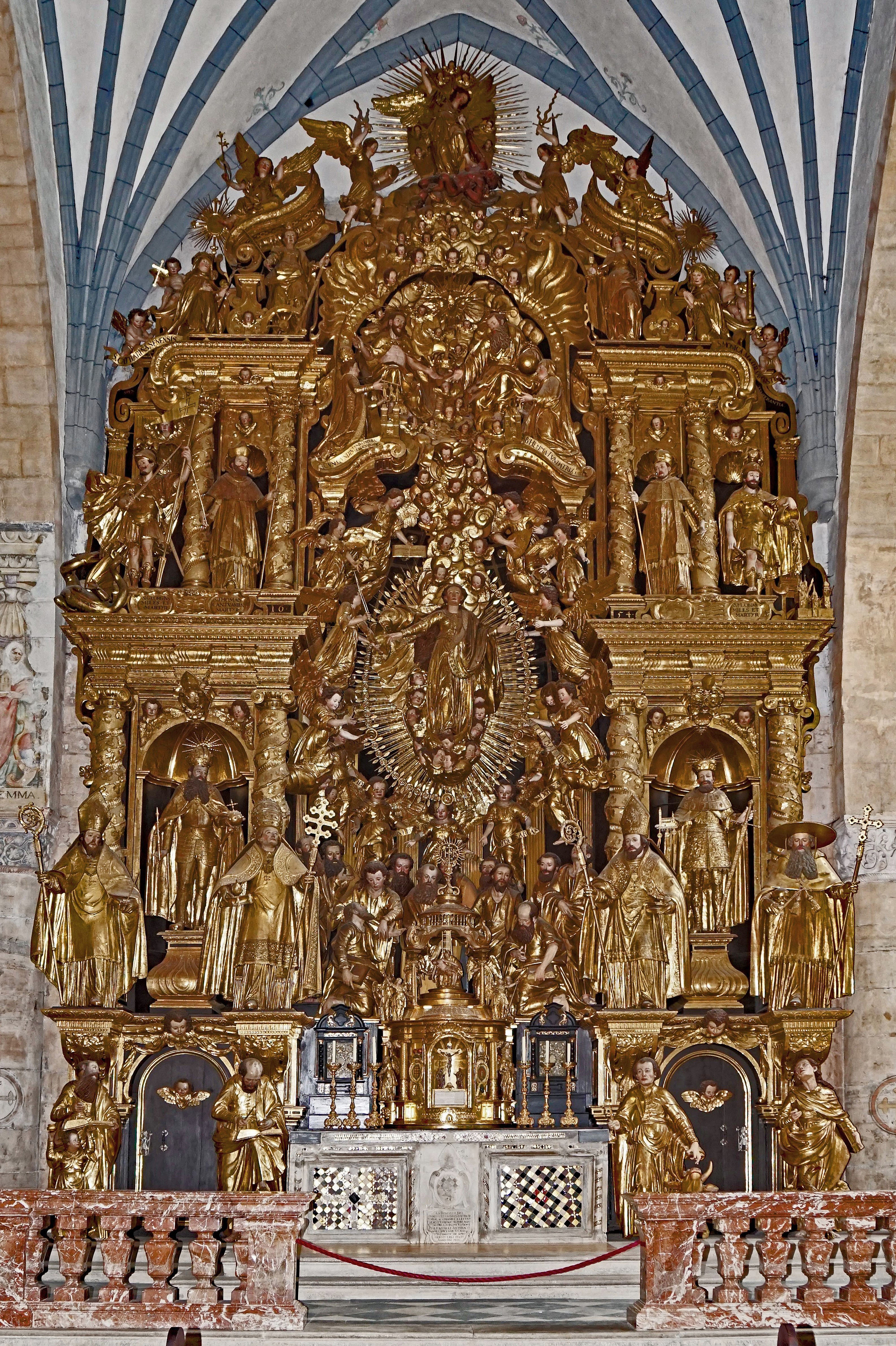
نیایشگاه